# Ivan Franjo Jukić
Fra Ivan Franjo Jukić, född 8 juli 1818 i Banja Luka, död 20 maj 1857 i Wien, var en bosnisk franciskan och författare, även känd under pseudonymen Slavoljub Bošnjak.
Jukić studerade en tid i Zagreb och blev en varm anhängare av Ljudevit Gajs språkreform (illyrismen), var en tid i Dubrovnik sysselsatt med dess äldre historia och litteratur, sedan folkskollärare i Bosnien, samlade under tiden bland annat folkvisor, gåtor och ordspråk samt utgav en tidskrift och åtskilliga läroböcker (bland annat Bosniens geografi och historia). På 1850-talet var han i tjänst hos Omar Pasha, som blivit sänd till Bosnien för att kuva de upproriska muslimska stormännen, och uppträdde i skrift för honom, men kastades av någon anledning i fängelse, levde efter sin frigivning i Rom och hos biskop Josip Juraj Strossmayer i Đakovo. Först efter hans död utkom vissamlingen Narodne pjesme bosanske i hercegovačke (1858).